# Leonardo Araújo
Leonardo Nascimento de Araújo, còn được gọi đơn giản là Leonardo (sinh ngày 5 tháng 9 năm 1969 tại Niterói, Brasil), là huấn luyện viên và một cựu tiền vệ. Anh từng chơi cho đội tuyển quốc gia Brasil, và từng là cầu thủ của nhiều đội bóng nổi tiếng. Anh đã từng làm huấn luyện viên của cả hai đội bóng A.C. Milan và Inter Milan. Anh là nhà vô địch World Cup 1994 và á quân World Cup 1998.
Leonardo hiện là Giám đốc kỹ thuật tại câu lạc bộ Paris Saint-Germain và từng làm Giám đốc kỹ thuật tại câu lạc bộ Milan.

## Sự nghiệp
Leonardo đã bắt đầu sự nghiệp của mình với câu lạc bộ Flamengo của Brazil năm 1987. Ở tuổi 17, anh đã được trao cơ hội để chơi cùng với Zico, Leandro, Bebeto và Renato Gaucho, và gốp phần vào chiến thắng chức vô địch Brazil đầu tiên của mình. Năm 1990, Leonardo đã ký hợp đồng chuyển sang São Paulo FC. Năm 1991, Leonardo, Raí, và nhiều tài năng trẻ khác tạo nên "esquadrão tricolor" ("đội hình ba màu") dưới sự chỉ huy của huyền thoại người Brazil Telê Santana, Leonardo có được vào năm đó chức vô địch Brazil thứ hai của mình.
Cuối năm đó, ông đã chuyển sang bóng đá châu Âu, ký hợp đồng với câu lạc bộ Tây Ban Nha, Valencia. Sau hai mùa giải với Valencia, anh trở về Brazil cho một thời gian ngắn với São Paulo vào năm 1993, trong thời gian đội bóng giành nhiều danh hiệu, trong đó đáng kể có Copa Libertadores. Anh giúp đội bóng giành Cúp liên lục địa năm 1993 sau khi đội bóng Brazil của anh đánh bại nhà đương kim vô địch châu Âu, A.C. Milan 3-2 trong trận chung kết tại Tokyo. Trận đấu này Leonardo đã chơi rất hay, anh kiến tạo 2 bàn thắng và là thủ lĩnh hàng tiền vệ São Paolo.
Năm 1994, sau kì World Cup, theo lời giới thiệu của huyền thoại Zico, phong trào sang J-League thi đấu ở Brazil không ngừng lớn mạnh. Leonardo ký hợp đồng với Kashima Antlers, một đội bóng mới thành lập dưới sự dẫn dắt của huấn luyện viên, thần tượng của mình là Zico. Ở Kashima, Leonardo vẫn giữ được phong độ ổn định và cũng gặt hái được một số thành công cùng đội bóng.
Năm 1996, anh trở về châu Âu với tham vọng giành suất dự World Cup 1998, lần này ký hợp đồng với câu lạc bộ Pháp Paris Saint-Germain. Tại đây, anh gặp lại người đồng đội cũ, Raí. Anh đã có một trong những bàn thắng quan trọng nhất sự nghiệp khi ghi bàn loại Liverpool F.C. ra khỏi vòng bán kết UEFA Cup Winners' Cup (Cúp các câu lạc bộ đoạt cúp bóng đá quốc gia châu Âu) năm 1996, giải đấu mà PSG sau đó giành chức vô địch sau khi thắng SK Rapid Wien 1-0 ở trận chung kết.
Mùa hè 1997, anh ký hợp đồng với gã khổng lồ A.C. Milan, với giá 8,5 triệu euro từ Paris Saint-Germain. "Đừng hỏi tôi đang hạnh phúc hay hài lòng. Tôi nghĩ thậm chí những đứa trẻ cũng có thể hiểu rằng ngày hôm nay là ngày quan trọng của cuộc đời tôi. Khi bạn nói về đồ ăn nhanh bạn sẽ nghĩ tới McDonald. Khi bạn nói về bóng đá bạn sẽ nghĩ về A.C. Milan."
"Để trở thành một cầu thủ lớn, bạn phải dành ít nhất một năm trong sự nghiệp của mình ở A.C. Milan: Marco Simone đã nói với tôi trong một cuộc phỏng vấn và tôi đồng ý với anh ấy. Là một giấc mơ khi được chơi cho Milan vì tôi luôn theo dõi bóng đá Italia và Milan là đội bóng vĩ đại nhất thế giới trong 10 năm gần đây." Không ngạc nhiên, khi anh gặp rất ít vấn đề ở Serie A. "Tôi biết có nhiều sự khác biệt và tôi cũng biết phải thích nghi. Bóng đá rất quan trọng với mọi người ở Italia cũng giống như ở Brazil."
Cùng với Oliver Bierhoff, năm đó Leonardo bùng nổ ở vai trò hộ công và là trụ cột đem lại chức vô địch cho Milan. Nhanh chóng có được vị trí chính thức, anh đã chơi 177 trận và ghi 22 bàn cho đội bóng. Đến năm 2001, khi bước sang tuổi 32, nhận thấy không còn phù hợp với Milan nữa, anh quyết định ra đi, "Tôi rất hạnh phúc trong 4 mùa giải ở Milan. CLB đã cho tôi rất nhiều nhưng đã đến lúc phải ra đi. Tôi sẽ tạm biệt sân San Siro ngày 30/6 nhưng trước hết, tôi muốn CLB thân yêu của mình giành được quyền thi đấu tại Cup C1 mùa bóng tới." Không như các tin đồn anh sẽ sang Hy Lạp chơi cho Olympiakos F.C. mà anh trở về quê nhà chơi cho đội bóng khởi đầu sự nghiệp cầu thủ - Flamengo. Nhưng chỉ một năm sau đó, tháng 10 năm 2002 anh lại trở lại Milan để chơi cùng 2 đồng hương là Rivaldo và Roque Júnior, anh nói: "Tôi rất hạnh phúc. Mọi thứ diễn ra quá nhanh. Những người tôi gặp đầu tiên trong ngày trở lại sân San Siro như Chủ tịch Berlusconi, đội trưởng Paolo Maldini, bác sĩ thể lực... đều chúc mừng tôi. Ban kỹ thuật của CLB thì hứa sẽ tạo mọi điều kiện để tôi có thể thi đấu, mặc dù tôi biết rằng sẽ rất khó để cạnh tranh một suất chính thức ở Milan hiện nay."
Năm 2003, Leonardo tuyên bố giải nghệ. "Thật hạnh phúc khi được kết thúc nghiệp cầu thủ tại sân San Siro. Tôi phải rời xa sân cỏ trước khi chấm dứt mùa giải, vì nếu vẫn tiếp tục luyện tập cùng đồng đội, nhiều dự định khác sẽ bị trì hoãn. Không sinh ra tại Milan, không phải là người Ý nhưng tôi coi mình là một người Milan đích thực. Tôi muốn được sống tại thành phố này và cống hiến cho đội bóng."

## Sự nghiệp quốc tế
Leonardo được gọi vào đội tuyển quốc gia lần đầu vào năm 1990.
Anh là sự lựa chọn số 1 ở vị trí hậu vệ trái World Cup 1994, sau khi tài năng trẻ Roberto Carlos thi đấu mờ nhạt và thất vọng. Anh chơi rất tốt ở 3 trận đầu tiên, song bị treo giò bốn trận sau đó sau hành vi thô bạo với cầu thủ đội tuyển Mỹ, Tab Ramos khiến anh này vỡ nát xương gò má. Cầu thủ này sau đó phải nằm viện hơn 3 tháng. Đây cũng là án treo giò dài thứ nhì trong lịch sử World Cup sau trường hợp treo giò 8 trận đối với Mauro Tassotti làm gãy mũi Luis Enrique ở cùng giải đấu. "Tôi có một cảm giác lẫn lộn, mừng vì đội tuyển đã giành thắng lợi và không vui khi mình phải ngồi ngoài nhìn đồng đội thi đấu."
Giải đấu lớn thứ hai Leonardo tham gia là Copa America 1995. Tuy nhiên Brazil thi đấu không thành công
Năm 1997, anh được giao chiếc áo số 10: anh là nhạc trưởng của đội tuyển Brazil vô địch ở Copa America 1997 cùng với những danh thủ khác đương thời như Cafu, Ronaldo, Romário, Dunga, Cláudio Taffarel, Juninho Paulista và Roberto Carlos.
Leonardo cũng tham gia Confederations Cup 1997 và giúp Brazil vô địch sau khi thắng đội tuyển Úc 6-0 ở chung kết.
Leonardo chơi cả bảy trận ở World Cup 1998, giải đấu mà Brazil là hạt giống số 1 và thể hiện một lối chơi hết sức thuyết phục. Tuy nhiên, họ lại dừng bước ở trận chung kết trước đội tuyển Pháp.
Lần cuối anh được gọi vào đội tuyển Brazil là vào vòng loại World Cup 2002 vào tháng 9 năm 2001. Cùng năm đó, Leonardo tuyên bố giã từ sự nghiệp quốc tế.

## Sau giải nghệ
Ngay sau khi tuyên bố giải nghệ, anh chuyển sang giữ cương vị trợ lý cho Phó chủ tịch Milan - Adriano Galliani, đảm trách việc duy trì mối quan hệ giữa ban lãnh đạo với các thành viên đội bóng. Galliani cho biết: "Kể từ bây giờ, Leonardo sẽ ký một hợp đồng mới và bắt đầu thử thách trong một lĩnh vực khác. Công việc của Leonardo sẽ có liên quan đến mọi vị trí tại A.C. Milan." Anh được ban lãnh đạo Milan giao trách nhiệm trong việc tuyển trạch tài năng trẻ cho câu lạc bộ. Ngay lập tức, Leonardo đã dùng hết sức lực để đem về ngôi sao trẻ của São Paulo FC lúc đó là Kaká, người sau này là hạt nhân của A.C. Milan trong chức vô địch UEFA Champions League năm 2007 cũng như trở thành Quả bóng vàng châu Âu và Quả bóng vàng thế giới năm đó.
Leonardo tham gia vào hoạt động xã hội Fundação Gol de Letra và Fondazione Milan của thành phố Milan và của đội bóng giúp anh tạo nên tên tuổi, A.C. Milan.
Anh cũng tham gia bình luận cho đài BBC trong thời gian World Cup 2006 cùng với những cầu thủ nổi tiếng khác như Alan Shearer và Marcel Desailly.
Năm 2007, Leonardo lại có công đưa một tài năng trẻ khác tới Milan, đó là Alexandre Pato từ S.C. Internacional. Lúc đó Pato mới có 17 tuổi. Tới hiện tại, Pato đang là một trong những ngôi sao sáng nhất của Milan cũng như của đội tuyển Brazil và là một trong những tài năng trẻ sáng giá nhất của bóng đá thế giới.

## Sự nghiệp huấn luyện

### A.C. Milan
Năm 2006, Leonardo trở thành thành viên quan trọng của ban huấn luyện Milan khi anh vừa là tuyển trạch viên, vừa là huấn luyện viên đội trẻ của CLB.
Tháng 6 năm 2007, sau khi Alessandro Costacurta lên dẫn dắt đội trẻ, anh được huấn luyện viên Carlo Ancelotti mời làm trợ lý và Giám đốc kỹ thuật (GĐKT) cho đội bóng.
Mùa hè năm 2009, Ancelotti chia tay Milan sau 7 năm dẫn dắt để tới Chelsea. Leonardo được ban lãnh đạo đội bóng (chủ yếu là Adriano Galliani) chỉ định làm huấn luyện viên trưởng. Xuất thân là một tiền vệ công, Leonardo quyết tâm mang tới cho Milan một lối đá phóng khoáng thiên về tấn công với chiến thuật 4-3-3 trong đó Ronaldinho là hạt nhân. "Hình mẫu của tôi là Brazil vào năm 1982. Họ chơi một thứ bóng đá mềm mại không thể tin được, như họ một tác phẩm nghệ thuật. Đội bóng ấy mãi mãi trong tim tôi bởi đó là lúc tôi đang ở tuổi mơ mộng."  Leonardo chọn "người quen" cũ của Milan, Mauro Tassotti làm trợ lý.
Tuy nhiên, với một mùa giải không danh hiệu (bị loại ngay vòng knock-out bởi Manchester United với tổng tỉ số 7-2, dừng bước ở tứ kết Coppa Italia bởi Udinese và sau đó là chỉ về thứ 3 ở Serie A) cùng với đó là bất đồng quan điểm với chủ tịch Silvio Berlusconi trong việc bố trí nhân sự, Leonardo tuyên bố từ chức huấn luyện viên trưởng của A.C. Milan vào ngày 14 tháng 5 năm 2010 . Leonardo chính thức chào tạm biệt các Milanista sau chiến thắng 3-0 trước Juventus F.C. tại San Siro trong vòng đấu cuối cùng của Serie A trong sự nuối tiếc của người hâm mộ.

### Internazionale
Tháng 12 năm 2010, sau khi huấn luyện viên Rafael Benítez của Inter Milan bị sa thải vì thành tích yếu kém, chủ tịch Massimo Moratti bất ngờ mời Leonardo làm huấn luyện viên trưởng đội bóng. Sự kiện này gây phẫn nộ trong lòng nhiều người hâm mộ A.C. Milan, nhiều Milanista gọi Leonardo là "kẻ phản bội lớn". Theo báo chí Ý, việc ông Massimo Moratti chọn Leonardo có lẽ vì anh ưa thích lối chơi tấn công, điều mà Inter Milan còn thiếu dù ngay cả trong thời kỳ Jose Mourinho nắm quyền. Hợp đồng của Inter Milan với Leonardo kéo dài tới tháng 6 năm 2012 .
Ngày 29 tháng 12 năm 2010, Leonardo có buổi ra mắt chính thức tại CLB mới, Inter Milan .
"13 năm, Milan đã cho tôi mọi thứ. Giờ đây tôi cần tìm những thử thách. Trái tim tôi vẫn luôn ở Milan song trí óc tôi bây giờ chỉ còn nghĩ tới thành công cho câu lạc bộ mới, dù đó là Inter hay bất kì đội bóng nào khác."
"Tôi sẽ chân thành. Lúc nào tôi cũng muốn được thoải mái và là chính mình. Tôi đã ở Milan 13 năm. Đã làm cầu thủ, GĐKT và huấn luyện viên cho họ. Tôi không bao giờ quên Milan, nhưng đó là quá khứ. Bây giờ tôi chỉ nghĩ đến Inter. Tôi không có tội, không hối tiếc. Tôi không phải CĐV Inter nhưng không thể từ chối họ." "Lời mời của ngài Chủ tịch (Moratti) quá hấp dẫn và tôi không thể từ chối. Đây là một giấc mơ. Tôi thích cuộc phiêu lưu này và không thể mong đợi điều gì hấp dẫn hơn thế nữa. Nhiều người cho rằng tôi là kẻ phản bội. Tôi tôn trọng tất cả mọi ý kiến đánh giá, nhưng muốn nhấn mạnh một điều: hiện tại của tôi là Inter và tôi muốn đáp lại niềm tin của ngài Chủ tịch bằng cách giúp đội bóng giành những kết quả tốt nhất có thể. Hôm nay là một ngày mới và tôi đã sẵn sàng chào đón nó." 
Với sự kiện này, Leonardo cũng là người thứ năm trong lịch sử từng dẫn dắt cả hai đội bóng thành Milan. 4 người từng có vinh dự này là Giuseppe Bigogno, Giovanni Trapattoni, Illario Castagner và Alberto Zaccheroni.
Sau chiến thắng 5-2 trước Genoa C.F.C. ngày 6 tháng 3 năm 2011, Leonardo đã đi vào lịch sử Serie A là huấn luyện viên giành được điểm số cao nhất: 32 điểm/ 13 trận .
Cuối mùa bóng, Inter Milan chỉ giành được Coppa Italia sau chiến thắng 3-1 trước U.C. Palermo. Đây là danh hiệu đầu tiên trong sự nghiệp huấn luyện của Leonardo.

## Giám đốc kỹ thuật

### Paris Saint-Germain
Sau một năm khá thành công với Internazionale, đặc biệt là về mặt lối chơi, Leonardo được BLĐ và nhất là chủ tịch Massimo Moratti ủng hộ dẫn dắt đội bóng vào mùa bóng sau. Tuy nhiên, đầu tháng 6 năm 2011, Leonardo bất ngờ tuyên bố rời vị trí huấn luyện viên trưởng của Inter Milan để làm GĐKT ở đội bóng cũ Paris Saint-Germain - CLB vừa có những biến chuyển mạnh mẽ về mặt tài chính.
Ngay khi tới Paris, mùa giải 2011, Leonardo đã đưa về Parc des Princes hàng loạt tên tuổi, đó là Salvatore Sirigu, Jérémy Ménez, Diego Lugano, Kévin Gameiro, Mohamed Sissoko, Blaise Matuidi và nhất là Javier Pastore. Tới hết lượt đi mùa giải, sau khi PSG độc chiếm ngôi đầu Ligue 1, Leonardo mời được đồng đội và đồng nghiệp cũ, Carlo Ancelotti, về làm huấn luyện viên trưởng của đội bóng.

### A.C. Milan
Hiện tại, anh cùng với Paolo Maldini đang nắm giữ chức vụ giám đốc thể thao của A.C. Milan. Trong đó, Leonardo nắm giữ vai trò tuyển trạch và phát triển tài năng.

## Thống kê

### Câu lạc bộ
| Thành tích cấp CLB  | Thành tích cấp CLB  | Thành tích cấp CLB  | Giải vô địch | Giải vô địch | Cúp quốc gia    | Cúp quốc gia    | Cúp liên đoàn     | Cúp liên đoàn     | Cúp châu lục | Cúp châu lục | Tổng cộng | Tổng cộng |
| Mùa giải            | CLB                 | Giải vô địch        | Trận         | Bàn          | Trận            | Bàn             | Trận              | Bàn               | Trận         | Bàn          | Trận      | Bàn       |
| Brazil              | Brazil              | Brazil              | Giải vô địch | Giải vô địch | Copa do Brasil  | Copa do Brasil  | League Cup        | League Cup        | Nam Mỹ       | Nam Mỹ       | Tổng cộng | Tổng cộng |
| ------------------- | ------------------- | ------------------- | ------------ | ------------ | --------------- | --------------- | ----------------- | ----------------- | ------------ | ------------ | --------- | --------- |
| 1987                | Flamengo            | Série A             | 18           | 0            |                 |                 |                   |                   |              |              |           |           |
| 1988                | Flamengo            | Série A             | 18           | 0            |                 |                 |                   |                   |              |              |           |           |
| 1989                | Flamengo            | Série A             | 16           | 0            |                 |                 |                   |                   |              |              |           |           |
| 1990                | São Paulo           | Série A             | 22           | 0            |                 |                 |                   |                   |              |              |           |           |
| 1991                | São Paulo           | Série A             | 22           | 1            |                 |                 |                   |                   |              |              |           |           |
| Tây Ban Nha         | Tây Ban Nha         | Tây Ban Nha         | Giải vô địch | Giải vô địch | Copa del Rey    | Copa del Rey    | Copa de la Liga   | Copa de la Liga   | Châu Âu      | Châu Âu      | Tổng cộng | Tổng cộng |
| 1991–92             | Valencia            | La Liga             | 37           | 3            |                 |                 |                   |                   |              |              |           |           |
| 1992–93             | Valencia            | La Liga             | 34           | 3            |                 |                 |                   |                   |              |              |           |           |
| Brazil              | Brazil              | Brazil              | Giải vô địch | Giải vô địch | Copa do Brasil  | Copa do Brasil  | League Cup        | League Cup        | Nam Mỹ       | Nam Mỹ       | Tổng cộng | Tổng cộng |
| 1993                | São Paulo           | Série A             | 12           | 3            |                 |                 |                   |                   |              |              |           |           |
| Nhật Bản            | Nhật Bản            | Nhật Bản            | Giải vô địch | Giải vô địch | Emperor's Cup   | Emperor's Cup   | J. League Cup     | J. League Cup     | Châu Á       | Châu Á       | Tổng cộng | Tổng cộng |
| 1994                | Kashima Antlers     | J. League           | 9            | 7            | 1               | 0               | 0                 | 0                 | -            | -            | 10        | 7         |
| 1995                | Kashima Antlers     | J. League           | 28           | 17           | 3               | 1               | -                 | -                 | -            | -            | 31        | 18        |
| 1996                | Kashima Antlers     | J. League           | 12           | 6            | -               | -               | 10                | 5                 | -            | -            | 22        | 11        |
| Pháp                | Pháp                | Pháp                | Giải vô địch | Giải vô địch | Coupe de France | Coupe de France | Coupe de la Ligue | Coupe de la Ligue | Châu Âu      | Châu Âu      | Tổng cộng | Tổng cộng |
| 1996–97             | Paris Saint-Germain | Division 1          | 32           | 7            |                 |                 |                   |                   |              |              |           |           |
| 1997–98             | Paris Saint-Germain | Division 1          | 2            | 0            |                 |                 |                   |                   |              |              |           |           |
| Ý                   | Ý                   | Ý                   | Giải vô địch | Giải vô địch | Coppa Italia    | Coppa Italia    | League Cup        | League Cup        | Châu Âu      | Châu Âu      | Tổng cộng | Tổng cộng |
| 1997–98             | Milan               | Serie A             | 27           | 5            |                 |                 |                   |                   |              |              |           |           |
| 1998–99             | Milan               | Serie A             | 27           | 10           |                 |                 |                   |                   |              |              |           |           |
| 1999–00             | Milan               | Serie A             | 20           | 4            |                 |                 |                   |                   |              |              |           |           |
| 2000–01             | Milan               | Serie A             | 22           | 3            |                 |                 |                   |                   |              |              |           |           |
| Brazil              | Brazil              | Brazil              | Giải vô địch | Giải vô địch | Copa do Brasil  | Copa do Brasil  | League Cup        | League Cup        | Nam Mỹ       | Nam Mỹ       | Tổng cộng | Tổng cộng |
| 2001                | São Paulo           | Série A             | 13           | 0            |                 |                 |                   |                   |              |              |           |           |
| 2002                | Flamengo            | Série A             | 0            | 0            |                 |                 |                   |                   |              |              |           |           |
| Ý                   | Ý                   | Ý                   | Giải vô địch | Giải vô địch | Coppa Italia    | Coppa Italia    | League Cup        | League Cup        | Châu Âu      | Châu Âu      | Tổng cộng | Tổng cộng |
| 2002–03             | Milan               | Serie A             | 1            | 0            |                 |                 |                   |                   |              |              |           |           |
| Tổng cộng           | Brazil              | Brazil              | 125          | 4            |                 |                 |                   |                   |              |              |           |           |
| Tổng cộng           | Tây Ban Nha         | Tây Ban Nha         | 71           | 6            |                 |                 |                   |                   |              |              |           |           |
| Tổng cộng           | Nhật Bản            | Nhật Bản            | 49           | 30           | 4               | 1               | 10                | 5                 | -            | -            | 63        | 36        |
| Tổng cộng           | Pháp                | Pháp                | 34           | 7            |                 |                 |                   |                   |              |              |           |           |
| Tổng cộng           | Ý                   | Ý                   | 97           | 22           |                 |                 |                   |                   |              |              |           |           |
| Tổng cộng sự nghiệp | Tổng cộng sự nghiệp | Tổng cộng sự nghiệp | 376          | 89           |                 |                 |                   |                   |              |              |           |           |

### Đội tuyển quốc gia
| Đội tuyển bóng đá Brasil | Đội tuyển bóng đá Brasil | Đội tuyển bóng đá Brasil |
| Năm                      | Trận                     | Bàn                      |
| ------------------------ | ------------------------ | ------------------------ |
| 1990                     | 2                        | 0                        |
| 1991                     | 3                        | 0                        |
| 1992                     | 0                        | 0                        |
| 1993                     | 2                        | 0                        |
| 1994                     | 9                        | 0                        |
| 1995                     | 7                        | 2                        |
| 1996                     | 3                        | 0                        |
| 1997                     | 17                       | 4                        |
| 1998                     | 8                        | 0                        |
| 1999                     | 2                        | 1                        |
| 2000                     | 0                        | 0                        |
| 2001                     | 2                        | 0                        |
| Tổng cộng                | 55                       | 7                        |

## Danh hiệu

### Câu lạc bộ
- Giải vô địch bóng đá Brasil 1987, 1991
- Cúp bóng đá Brasil 1990
- Giải vô địch bóng đá bang São Paulo 1991
- Recopa Sudamericana 1993, 1994
- Siêu cúp Nam Mỹ 1993
- Cúp liên lục địa 1993
- J-League 1996
- Scudetto 1999
- Coppa Italia 2003

### Đội tuyển quốc gia Brazil
- World Cup 1994
- Copa America 1997
- Confederations Cup 1997
- Á quân World Cup 1998

### Huấn luyện
- Coppa Italia: 2010, Inter Milan